# Beutolomäus (TV-serie)
Beutolomäus är en tysk julkalender av Thomas Unger från 2000. Avsnitten är cirka 10 minuter långa och det första avsnittet sändes den 1 december 2000 på KiKA och ett nytt avsnitt visades varje dag fram till julafton.

## Handling
Beutolomäus, tomtens talande julklappssäck, hjälper till att "korta ner" väntan på julafton under advent. Han slår upp dörrarna till KIKAs julkalender, som är fyllda med alla möjliga överraskningar. Han får hjälp av populära ARD- och ZDF-karaktärer som Rabe Rudi och Tabaluga samt de framstående politikerna Johannes Rau och Gerhard Schröder. Samtidigt upplever Beutolomäus också små äventyr.

## Rollista
- Siegfried Böhmke – Beutolomäus
- Juri Tetzlaff
- Karsten Blumenthal
- Singa Gätgens

## Avsnittslista
1. Beuto Bond
2. Wunschzettel mal anders
3. Die Verstopfung
4. Der Diebstahl
5. Zimmer frei!
6. Konkurrenz für den Weihnachtsmann
7. Faul wie ein Sack (1): Camping
8. Faul wie ein Sack (2): Hotel
9. Faul wie ein Sack (3): Museum
10. Weihnachtsmäuse
11. Der Nachfolger
12. Wer schön sein will
13. Das Weihnachtskribbeln
14. Der Beuto Bob
15. Fit für Weihnachten
16. Der Skilehrer
17. Die Verrutschung
18. Der Beutesack
19. Die Omis kommen
20. Gespensterweihnacht
21. Der Weihnachtsbaumverkauf (1)
22. Der Weihnachtsbaumverkauf (2)
23. Die Frisur
24. Weihnachten kaufe